# Heinz Kisters
Heinz Kisters (* 1912; † 1977 in Kreuzlingen) war ein deutscher Unternehmer, Kunsthändler und Kunstsammler.

## Leben
Kisters war zunächst Hochfrequenztechniker. Als Kunsthändler war Kisters erfolgreich tätig, er verkaufte und tauschte unter anderem an Konrad Adenauer. Er trug eine umfangreiche Kunstsammlung alter Meister zusammen, die auch nicht sicher zuschreibbare Werke enthielt. Sie wird fortgeführt von der „Stiftung Heinz Kisters“ in Kreuzlingen. Aufsehen auf dem Kunstmarkt erregte die Versteigerung eines Tizian-Gemäldes 2011.
Die Sammlung umfasst Werke von Sandro Botticelli, Lucas Cranach der Ältere, Gerard David, Anton van Dyck, Jean Honoré Fragonard, Esteban Murillo, Peter Paul Rubens, Hans Schäufelein, Jan van Scorel, Bernardo Strozzi, Jacopo Tintoretto, Tiziano Vecellio, Diego Velázquez, Merten van Heemskerk und weitere Meister. Sie ist damit eine bedeutende private Sammlung von altdeutschen, altniederländischen sowie der frühen italienischen Malerei, des venezianischen Cinquecento und der spanischen Malerei des 17. Jahrhunderts.

## Kritik
Heinz Kisters war lebenslang der Kunsthändler und Berater des Bundeskanzlers Konrad Adenauer. Adenauer lernte Kisters 1950 über den Kölner Bankier Robert Pferdmenges kennen. Die Bilder, welche von Heinz Kisters an Adenauer zumeist im wohl gegenseitigen Einvernehmen getauscht wurden, trugen große Künstlernamen wie Aert van der Neer, Anthonis van Dijck, Palma Vechhio, Nicolaes Maes und Barholomaeus Bruyn. Bei den Bildern handelte es sich dabei aber überwiegend um Schüler-, Werkstatt- oder solche Arbeiten, deren Zuschreibungen auf einigen wenigen, nach dem Ankauf von Kisters bezahlten Gutachten beruhen. Der Fakt, dass andere Gutachter zu substantiellen anderen Urteilen kamen, wurde höchstens in den Fußnoten erwähnt. Als Adenauer im April 1967 starb, beauftragten seine Söhne den damaligen Direktor der Bayerischen Staatsgemäldesammlung mit einem Gutachten. Dieses Gutachten belief sich laut dem Journalist Koldehoff auf 469'000 D-Mark, was weit unter der Erwartung lag, bei einem Konvolut mit Werken von El Greco und Cranach. Das Gutachten, welches durch Materialanalysen vom Doerner-Institut gestützt wurde, zwang Kisters dazu, 19 Gemälde für 950'000 D-Mark zurückzukaufen. Besagte Werke gelangten gemeinsam mit anderen Werken aus dem Besitz Kisters zu Christie’s in London zur Versteigerung. Die 36 zum Verkauf stehenden Bilder, sollten 6 Millionen D-Mark einbringen, jedoch wurden nur 5 dieser für eine Summe von 156'000 D-Mark verkauft. Einzelne Werke wurden später allerdings zu höheren Preisen versteigert.
In einem Interview sagt der Enkel von Konrad Adenauer, der selbst Konrad Adenauer heißt, folgendes:
„Mein Vater hat Kisters nie vertraut. Er galt bei den Adenauers als eine graue, aber undurchsichtige Eminenz. Kisters, das war in der Familie wie ein Geheimname: „Der Kisters war wieder da“, hieß es dann. Niemand wusste so richtig, was dahintersteckte, aber alle wussten, dass es für meinen Großvater hohe Bedeutung hatte. Er war eine Art Mythos. Kisters geisterte durch die Gespräche, aber was die beiden abmachten, wusste niemand. Skepsis war auf Seiten der Kinder immer vorhanden. Nach dem Tod bestätigte sich diese Skepsis.“